# توماس گلی
توماس گلی (به انگلیسی: Thomas Galley) بازیکن فوتبال زادهٔ ۴ اوت ۱۹۱۵ اهل کشور انگلستان که سابقهٔ بازی در تیم ملی فوتبال انگلستان را در کارنامهٔ خود دارد. وی در تاریخ ۱۴ مه ۱۹۳۷ نخستین بازی ملی خود را در مقابل تیم ملی فوتبال نروژ انجام داد و با حضور در ۲ بازی ملی، در تاریخ ۱۷ مه ۱۹۳۷ واپسین بازی ملی‌اش را در برابر تیم ملی فوتبال سوئد برگزار کرد.
این بازیکن توانسته در بازی‌های ملی، ۱ گل به ثمر برساند.